# Irlanda Mora
Irlanda Mora (Ibagué, Colombia, 9 de febrero de 1938 - Ciudad de México, 18 de noviembre de 2010) fue una actriz colombiana, recordada por haber interpretado al personaje de La tía Paz, en la telenovela María Mercedes, y por sus participaciones en películas como Capulina contra los monstruos y El carita (ambas de 1974) con Gaspar Henaine "Capulina".

## Filmografía

### Películas
- A gozar, a gozar, que el mundo se va acabar (1990)
- Alicia en el país del dolar (1988)
- El vergonzoso (1988)
- El amor de mi vida (1979)
- La muerte también cabalga (1979)
- Las cenizas del diputado (1977) - Señora Arreboles
- La montaña del diablo (1975) - La Muerte
- Un amor extraño (1975)
- Los caciques (1975) - La Muerte
- Laberinto de pasiones (1975) - Sara
- Algo es algo dijo el diablo (1974)
- Pistolero del diablo (1974) - Novia de Nolan
- Capulina contra los monstruos (1974)
- El carita (1974)
- La amargura de mi raza (1974)
- Un sueño de amor (1971) - Mamá de Karis
- Bang bang al hoyo (1971)
- Los novios (1971)
- La mujer de oro (1970)
- Fray Don Juan (1970)[2]
- Click, fotógrafo de modelos (1970)
- El despertar del lobo (1970) - Sofía
- El criado malcriado (1969) - Lulis
- Mujeres de medianoche (1969) - Elsa
- Las impuras (1969)
- Modisto de señoras (1969) - Irlanda
- El amor de María Isabel (1968) - Bettina[3]
- Vagabundo en la lluvia (1968) - Laura
- Eugenia Grandet (1953) - Prometida de Carlos
- El jugador (1953) - Amiga de Licha
- Mi adorada Clementina (1953) - Invitada en la fiesta
- La extraña pasajera (1953) - Hija de Beata
- Mujeres que trabajan (1953) - Chica en pensión
- Fruto de tentación  (1953) - Estudiante de colegio
- Aquellos ojos verdes (1952) - Silvia Falcón (joven)[4]

### Series de televisión
- Mujer, casos de la vida real (2000-2005)

### Telenovelas
- Amada enemiga (1997) - Fernanda
- Los hijos de nadie (1997)
- María la del barrio (1995-1996) - Grindelia "La Leona" Campuzano[5]
- Agujetas de color de rosa (1994)[6]
- María Mercedes (1992-1993) - Tía Paz[7]
- La pícara soñadora (1991) - Leonor de Carini[8][9]
- Cenizas y Diamantes (1990-1991) - Emma
- Mi segunda madre (1989) - Angélica
- Flor y canela (1988-1989) - Trudi
- Simplemente María (1989-1990) - Caridad
- Cicatrices del alma (1986-1987) - Montserrat
- Ave fénix (1986) - Leticia
- Cancionera (1980) - Tania
- Un original y veinte copias (1979) - Teresita